# Ceto-hexose
Uma cetohexose é uma hexose contendo cetona (um monossacarídeo de seis carbonos). Cetohexoses têm três centros quirais, então 8 (23 = 8) diferentes estereoisômeros são possíveis.

D-Psicose
Fructose
Sorbose
Tagatose

As 4 D-cetohexoses são:
```
 CH
2
OH       CH
2
OH         CH
2
OH        CH
2
OH
 |           |             |            |
 C=O         C=O           C=O          C=O
 |           |             |            |
HC-OH     HO-CH           HC-OH      HO-CH
 |           |             |            |
HC-OH       HC-OH       HO-CH        HO-CH
 |           |             |            |
HC-OH       HC-OH         HC-OH        HC-OH
 |           |             |            |
 CH
2
OH       CH
2
OH         CH
2
OH        CH
2
OH
D-Psicose    D-Fructose   D-Sorbose    D-Tagatose
```